# Masatoshi Ishida
Pour les articles homonymes, voir Ishida.
Masatoshi Ishida (石田 真敏, Ishida Masatoshi), né le 11 avril 1952) est un homme politique japonais. Parlementaire, il fait partie de la Chambre des représentants, en tant que membre du Parti libéral démocrate. 
Il a successivement occupé les postes de Ministre des Affaires intérieures  et des communications, de sous-ministre des Finances, et de président de la Commission des affaires juridiques de la Chambre des représentants. 

## Biographie

### Jeunesse et études
Masatoshi Ishida naît à Kainan, dans la préfecture de Wakayama. Le plus jeune de ses cinq frères et sœurs, il est le fils d'un vendeur de vêtements de la ville de Kainan. Après sa scolarité au lycée préfectoral de Kainan, il est admis à l'université Waseda, où il étudie la science politique et l'économie au sein de la School of Political Science and Economics. Il obtient sa licence en 1976. 

### Parcours professionnels
Il devient l'assistant parlementaire du député Hideo Bo à sa sortie de l'université. 
En 1983, il remporte les élections législatives de l'assemblée de Wakayama. Il est ensuite élu maire de Kainan en 1995, puis réélu pour un second mandat.  
En 2002, à la suite du décès de Kishimoto Kozo, il participe aux élections partielles dans la circonscription de Wakayama. Il remporte face à son adversaire avec 10 000 voix d'avance. 
En septembre 2005, il est nommé secrétaire d’État aux infrastructures, aux transports et au tourisme, dans le troisième cabinet du Premier ministre Jun'ichirō Koizumi. Il est chargé des politiques publiques liées à la gestion de crise en matière de sécurité, et des mesures relatives au trafic. 
En mars 2009, il devient sous-ministre des Finances du gouvernement Aso. Il est battu en août de la même année aux élections législatives de 2009 par Naoto Sakaguchi, du Parti démocrate, dans la deuxième circonscription de Wakayama. 
Il est élu lors des élections législatives de 2012, et est nommé présidence de la Chambre des représentants le 27 décembre .   
Le 2 octobre 2018, il est nommé ministre de l'Intérieur et des Communications au sein du quatrième ramaniement gouvernemental de Shinzō Abe.  

## Prises de position
Ishida est en faveur d'une révision de la Constitution du Japon. Il considère considère le nucléaire civil comme nécessaire pour le Japon. D'un point de vue économique, il souhaite une évaluation du programme de l'Abenomics.
Il est opposé à ce que des personnes mariées aient un nom de famille différent,.

## Controverses
Lors des élections législatives japonaises de décembre 2014, des militants qui soutenaient Ishida ont été arrêtés pour suspicion de violation de la loi électorale, pour avoir donné des récompenses en espèces aux femmes qui avaient demandé aux électeurs de voter par téléphone.

## Note de bas de page
1. ↑  « ISHIDA Masatoshi (The Cabinet) | Prime Minister of Japan and His Cabinet », sur japan.kantei.go.jp (consulté le 1er janvier 2022)
2. ↑  衆議院トップページ>立法情報>会議録>法務委員会>第182回国会　法務委員会　第1号（平成24年12月28日（金曜日））
3. ↑  首相官邸　第四次安倍改造内閣閣僚名簿
4. 1 2 3  毎日新聞第47回衆議院選挙特設サイト 小選挙区和歌山二区 石田真敏
5. ↑  朝日新聞、2014年衆院選、朝日・東大谷口研究室共同調査、2014年。
6. ↑  第174回国会 - 衆議院 - 法務委員会 - 10号　平成22年04月27日
7. ↑  「石田議員の運動員逮捕＝電話依頼に報酬、買収容疑―和歌山県警」時事通信、2015年1月12日。